# Štefan Demovič
Štefan Demovič (24. prosince 1936 Pezinok - 17. dubna 2021, Bratislava) byl slovenský fotbalista.

## Fotbalová kariéra
V československé lize hrál za Spartak Trnava, Slovan Bratislava a Spartak ZJŠ Brno. V lize nastoupil ve 36 utkáních a dal 4 góly. V nižší soutěži hrál i za Duklu Komárno.

## Ligová bilance
| Ročník                                   | Zápasy | Góly | Minuty | Klub              |
| ---------------------------------------- | ------ | ---- | ------ | ----------------- |
| Přebor československé republiky 1955     | 16     | 3    | 1341   | Spartak Trnava    |
| 1. československá fotbalová liga 1956    | 10     | 0    | 900    | Spartak Trnava    |
| 1. československá fotbalová liga 1957/58 | 2      | 1    | 180    | Slovan Bratislava |
| 1. československá fotbalová liga 1960/61 | 2      | 0    | 42     | Slovan Bratislava |
| 1. československá fotbalová liga 1961/62 | 1      | 0    | 11     | Slovan Bratislava |
| 1. československá fotbalová liga 1962/63 | 5      | 0    | 279    | Spartak ZJŠ Brno  |
| CELKEM                                   | 36     | 4    | 2753   |                   |